# Martin Penc
Martin Penc (nascido em 21 de maio de 1957) é um ciclista olímpico tchecoslovaco. Representou sua nação nos Jogos Olímpicos de Verão de 1980, onde conquistou a medalha de bronze na prova de perseguição por equipes (4 000 m).